# Farn-Stabschrecke

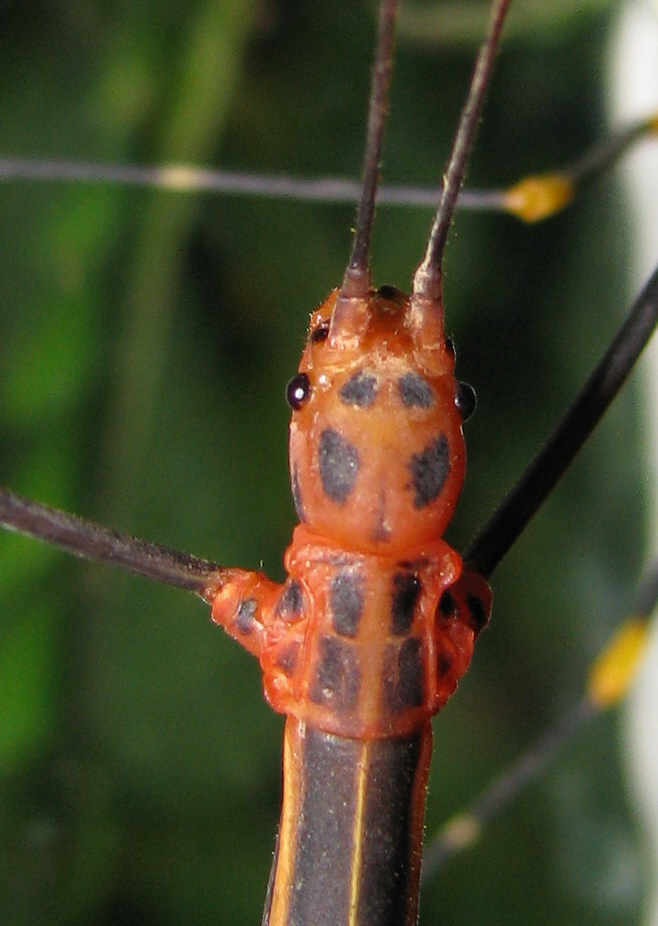
Kopf eines adulten Weibchens von Oreophoetes peruana peruana

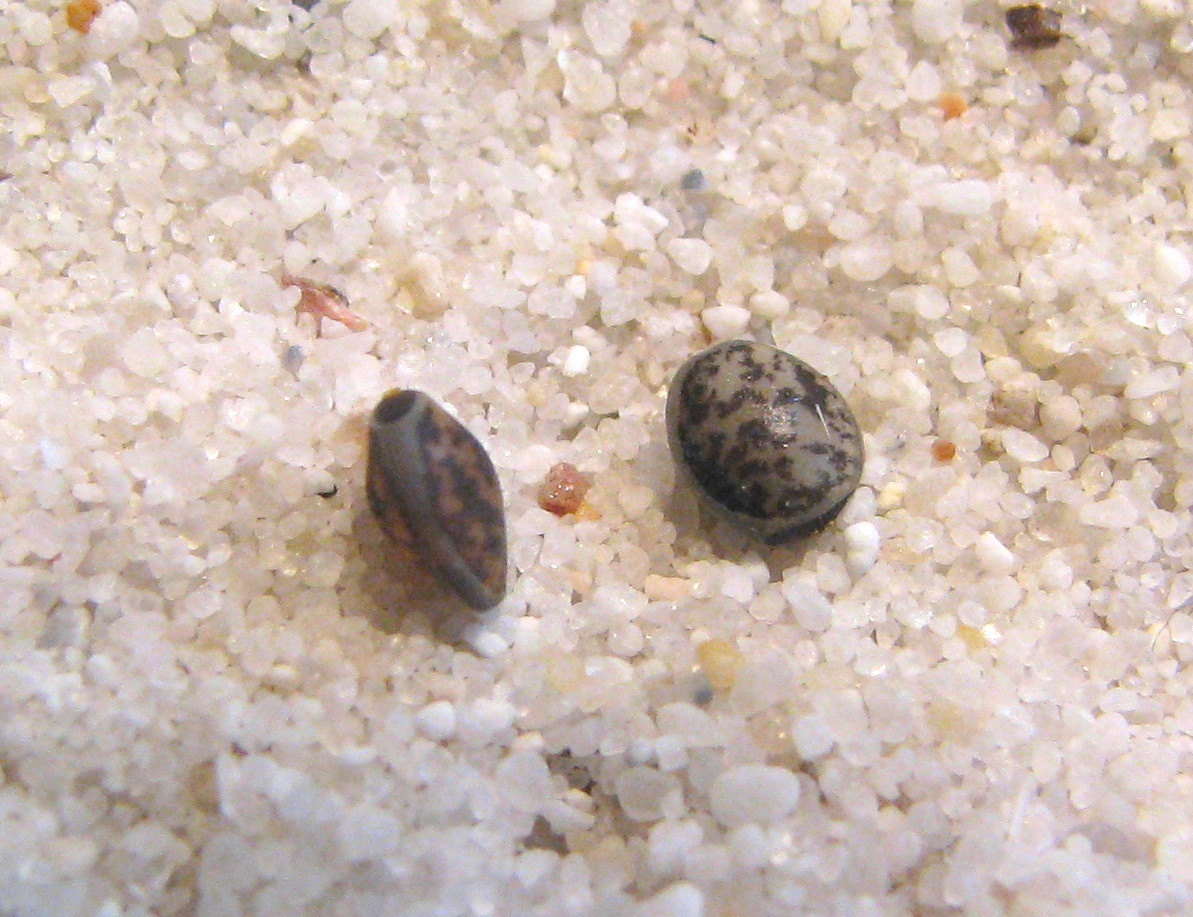
Eier von Oreophoetes peruana peruana

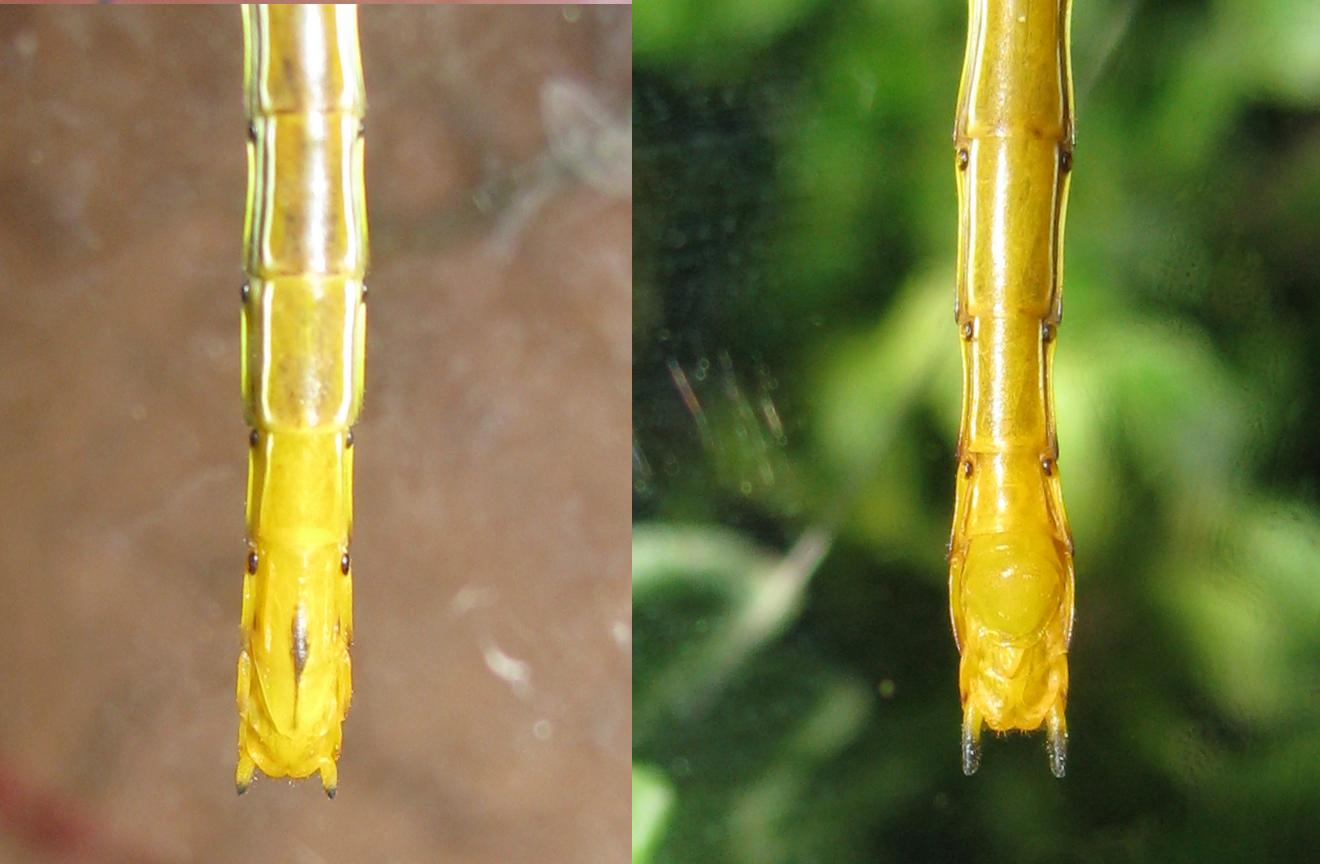
Hinterleibsende einer subadulten weiblichen (links) bzw. männlichen Nymphe (rechts) von unten

Die Farn-Stabschrecke (Oreophoetes peruana) oder präziser Peru-Farnstabschrecke ist eine auffällig gefärbte Art aus der Ordnung der Gespenstschrecken (Phasmatodea). Gelegentlich wird sie auch einfach als Farnschrecke oder gar als Farnheuschrecke bezeichnet, was aber suggeriert, dass es sich bei dieser Art um eine Heuschrecke, also einen Vertreter der Lang- oder der Kurzfühlerschrecken handelt.

## Merkmale
Die Weibchen dieser sehr kontrastreich gefärbten, flügellosen Art erreichen eine Länge von 60 bis 75 Millimetern. Die schlankeren Männchen bleiben mit 55 bis 65 Millimetern deutlich kleiner. Von den Weibchen der Unterart Oreophoetes peruana peruana sind zwei Farbformen bekannt. Während bei der einen Kopf, Prothorax, sowie Knie und Hüften und der diese umgebende Bereich leuchtend gelb sind, sind diese Bereiche bei der anderen orange gefärbt. Auf dem Kopf befinden sich vier schwarze Flecken, von denen die beiden vorderen etwa viertelkreisförmig sind und die größeren, hinteren Flecken etwa die Form eines drittel Kreises haben. Zusammen mit einem weiteren, zwischen den hinteren beiden Flecken gelegenen, dunklen, aus einem spitzwinkligen Dreieck bestehenden Fleck bilden sie einen, von einem Pentagramm unterbrochenen Kreis. Seitlich am hinteren Teil des Kopfes, etwa auf Höhe der Augen, befindet sich jeweils ein weiterer dreieckiger Fleck, so dass der Kopf von insgesamt sieben Flecken verziert wird. Auch auf dem Prothorax befinden sich schwarze Flecken, von denen diejenigen auf dem Pronotum zwei breite, von einem schmalen Querstreifen unterbrochenen, schwarze Längsstreifen bilden. Diese setzten sich über das Meso- und Metanotum bis zum Ende des Hinterleibs fort. Dazwischen und seitlich daneben befindet sich je ein dünner hellgelber Streifen, welchem seitlich wieder ein breiterer schwarzer, dann wieder ein bis zwei dünne gelbe und schließlich der breite dunkle zum Abdomenende hin heller werdende Bauchstreifen folgt. Die Fühler, die bei den Männchen fast die doppelte Körperlänge erreichen können, sowie die Augen und die restlichen Beinteile sind schwarz gefärbt. Das Abdomen adulter, eierlegender Weibchen schwillt im mittleren Bereich deutlich an. Bei den Männchen sind neben Augen und Fühlern auch die kompletten Beine schwarz. Kopf, Thorax und Abdomen sind leuchtend rot. Die schwarzen Flecken und Streifen der Weibchen sind bei ihnen nur als Schatten in der roten Körperfarbe zu erahnen.

## Vorkommen, Lebensweise und Fortpflanzung
Die Farn-Stabschrecke ist im Unterwuchs der Bergwälder Perus beheimatet. Ob diese Art auch in Ecuador vorkommt oder ob die Angaben über dortige Fundorte sich auf andere Vertreter der Gattung beziehen ist noch umstritten. Die tagaktiven Tiere sind auf verschiedenen Farnpflanzen zu finden, von welchen sie sich ernähren. Ihre auffällige Färbung ist ein Hinweis auf ihre Ungenießbarkeit. Bei Gefahr scheiden schon die Nymphen ein milchiges, leicht flüchtiges, stechend riechendes Abwehrsekret aus den am Vorderrand des Prothorax befindlichen Wehrdrüsen aus.
Farn-Stabschrecken sind zur Parthenogenese fähig. Beim Vorhandensein von Männchen beginnen die Weibchen einige Wochen nach der Paarung täglich ein bis zwei, linsenförmige, sehr dünnwandige, kaum drei Millimeter lange, bis zu 2,5 Millimeter breite und durchschnittlich 6,3 Milligramm schwere Eier auf den Boden fallen zu lassen. Aus diesen schlüpfen nach acht bis zwölf Wochen die 15 Millimeter langen Nymphen. Diese ähneln in der Färbung schon sehr stark den adulten Weibchen, wobei die hellen Farbanteile der orange Farbvariante von Oreophoetes peruana peruana bei den Nymphen immer gelb (Kopf und Beine) bzw. weiß (Längsstreifen auf dem Körper) sind. Ab dem dritten Nymphenstadium ist auf der Unterseite des letzten Abdominalsegments der Weibchen ein „Y“-förmiger Fleck zu erkennen. Bei den Männchen findet sich hier wenn überhaupt nur ein schwarzer Punkt. Einige Stunden vor der Häutung zur Imago, welche etwa drei bis sechs Monate nach dem Schlupf stattfindet, zeigen die Männchen eine orange Färbung. Diese ist auch nach der Imaginalhäutung noch für wenige Tage dominierend, bevor sie mehr und mehr der charakteristischen Rotfärbung weicht.

## Systematik
Die Art wurde von Henri de Saussure 1868 unter dem Namen Bacteria peruana beschrieben. Im Jahre 1904 wurde sie in die von James Abram Garfield Rehn neu aufgestellte Gattung Oreophoetes überführt. Ermanno Giglio-Tos beschrieb 1898 die Arten Bacunculus festae, Bacunculus festuca und Bacunculus gramen, welche heute alle als synonym zu Oreophoetes peruana peruana angesehen werden, während die von ihm im selben Jahr als Bacunculus mimus beschriebene Oreophoetes mima als valide Art gilt. Im Jahre 1875 beschrieb Samuel Hubbard Scudder die Art Bacteria nigripes, welche 2002 von Oliver Zompro als Unterart zu Oreophoetes peruana gestellt wurde. Der Holotypus von Oreophoetes peruana nigripes, ein von den östlichen Hängen der peruanischen Anden stammendes Männchen, befindet sich in der Academy of Natural Sciences in Philadelphia (kurz ANSP). Der 2002 von Zompro ausgewählte Lectotypus von Oreophoetes peruana peruana, ein Männchen aus der Gegend von Iquitos, ist im Muséum national d’histoire naturelle in Genf hinterlegt.
Zu den Unterarten sind folgende Synonyme zu finden:
- Oreophoetes peruana peruana (Saussure, 1868)

Syn. Bacteria peruana Saussure, 1868
Syn. Bacunculus festae Giglio-Tos, 1898
Syn. Heteronemia festae (Giglio-Tos, 1898)
Syn. Allophylus peruanus (Giglio-Tos, 1898)
Syn. Bacunculus festuca Giglio-Tos, 1898
Syn. Heteronemia festuca (Giglio-Tos, 1898)
Syn. Allophylus festuca (Giglio-Tos, 1898)
Syn. Bacunculus gramen Giglio-Tos, 1898
Syn. Heteronemia gramen (Giglio-Tos, 1898)
Syn. Oreophoetes gramen (Giglio-Tos, 1898)
- Oreophoetes peruana nigripes (Scudder, 1875)

Syn. Bacteria nigripes Scudder, 1875
Syn. Bacunculus nigripes (Scudder, 1875)
Syn. Oreophoetes nigripes (Scudder, 1875)
Zeitweilig wurde eine im November 2007 am Rio Topo in der ecuadorianischen Provinz Tunguragua gefundene Art für Oreophoetes peruana nigripes gehalten. Diese wurde aber bereits 2009 als eigenständige Art erkannt und unter dem Namen Oreophoetes topoense neu beschrieben.

## Terraristik
Bereits 1984 gelangten die ersten, aus der Nähe von Tarapoto stammenden Farn-Stabschrecken nach Europa. Von der Phasmid Study Group wird die Art unter der PSG-Nummer 84 geführt.
Die Farn-Stabschrecke sollte wegen ihrer montanen Herkunft nicht zu warm gehalten werden. Optimal sind Temperaturen zwischen 18 und 22 °C und eine relative Luftfeuchtigkeit von mindestens 80 Prozent. Um diese zu erreichen, ist ein Glasterrarium mit kleinen Belüftungsschlitzen empfehlenswert. Nässe wird, anders als eine zu geringe Luftfeuchtigkeit, gut vertragen. Gefressen werden neben Pfeffergewächsen alle Arten von Farnen. Letztere können als vollständige Pflanzen im Blumentopf in das Terrarium gestellt und täglich mit Wasser besprüht (Blumensprüher) werden. Beim Verfüttern von Farnen aus dem Handel besteht die Gefahr, dass sich die Tiere an Insektiziden vergiften. Als Bodengrund eignet sich eine dicke Schicht Moos, welches stets feucht gehalten werden sollte und somit zu einer entsprechend hohen Luftfeuchtigkeit beiträgt. Die Eier können auf dem Boden belassen werden oder zur besseren Kontrolle in einen Inkubator überführt werden. Häutungsprobleme der Nymphen, insbesondere das Abreißen von Beinen, deuten auf eine zu geringe Luftfeuchtigkeit hin.

## Bilder

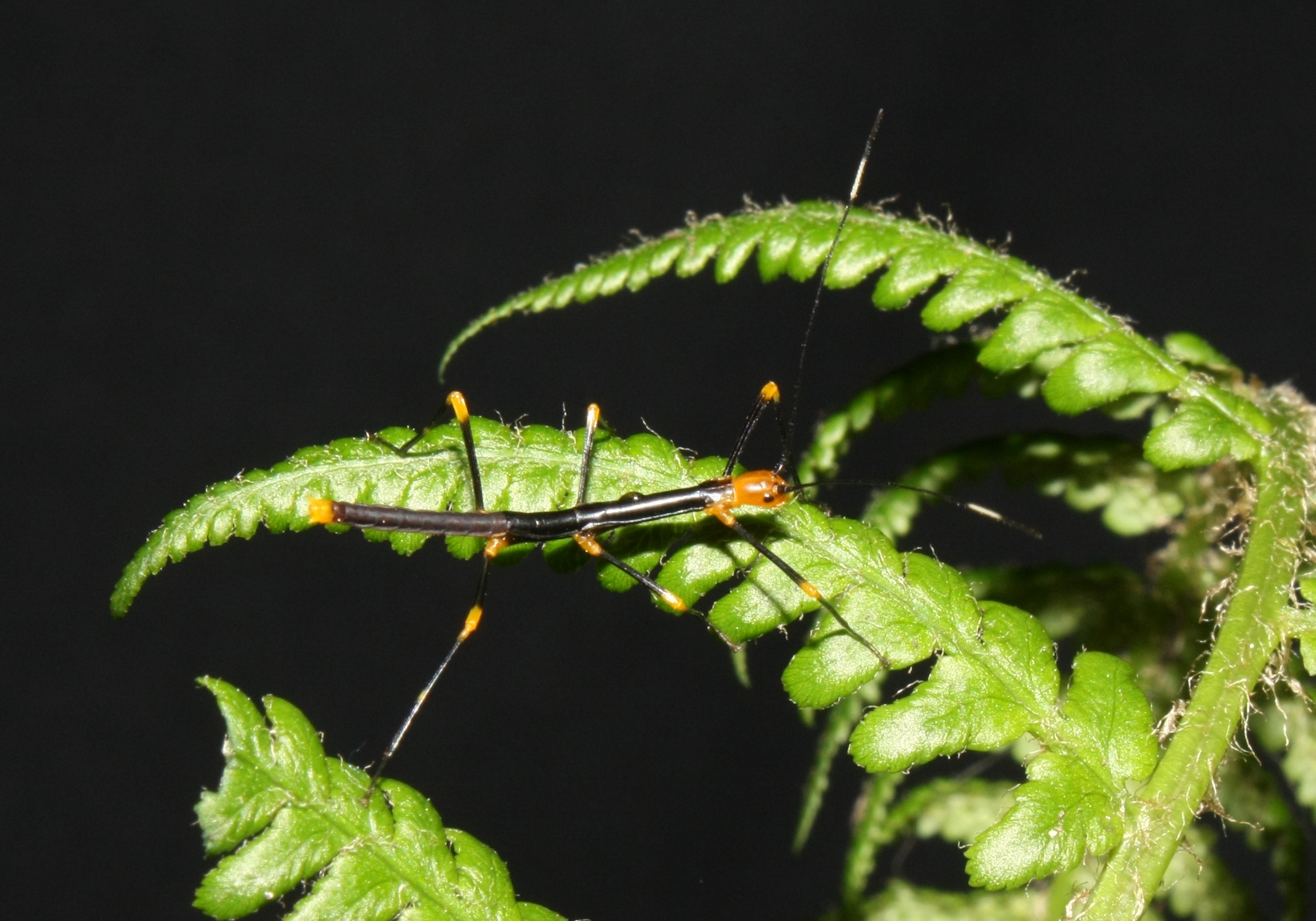
Oreophoetes peruana peruana, frisch geschlüpfte Nymphe
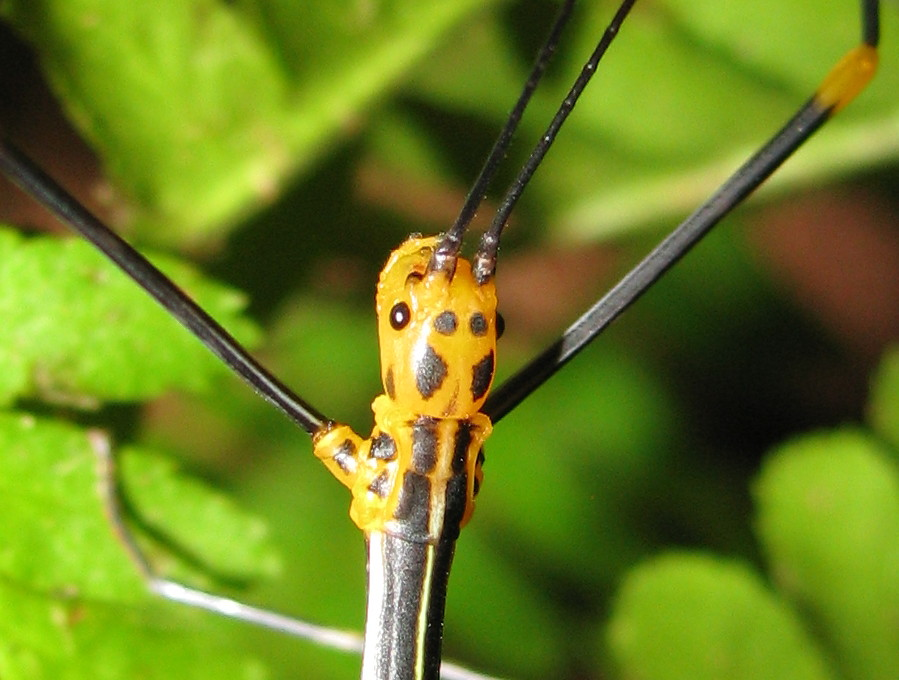
Oreophoetes peruana peruana, Kopf einer Nymphe
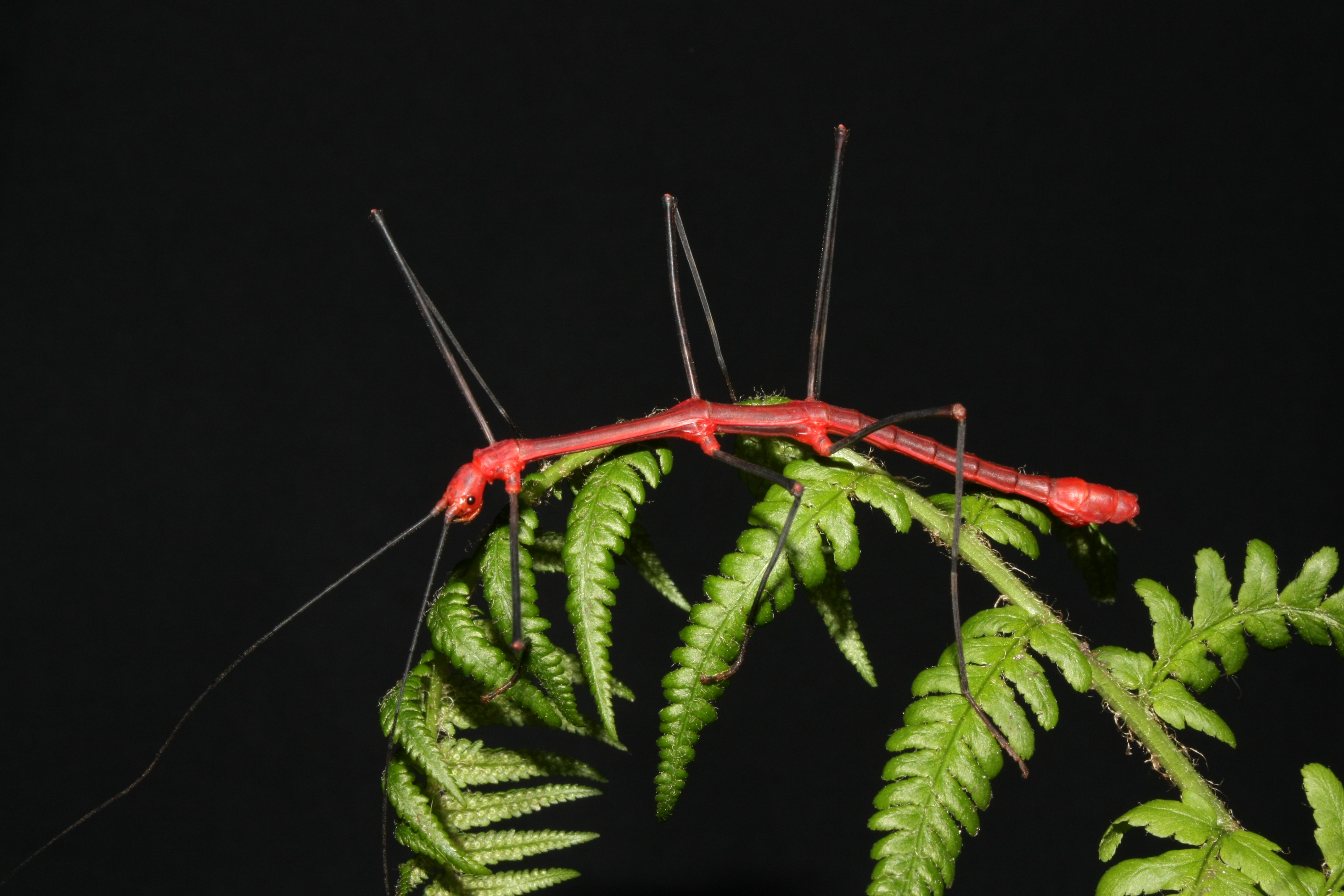
Oreophoetes peruana peruana, Männchen
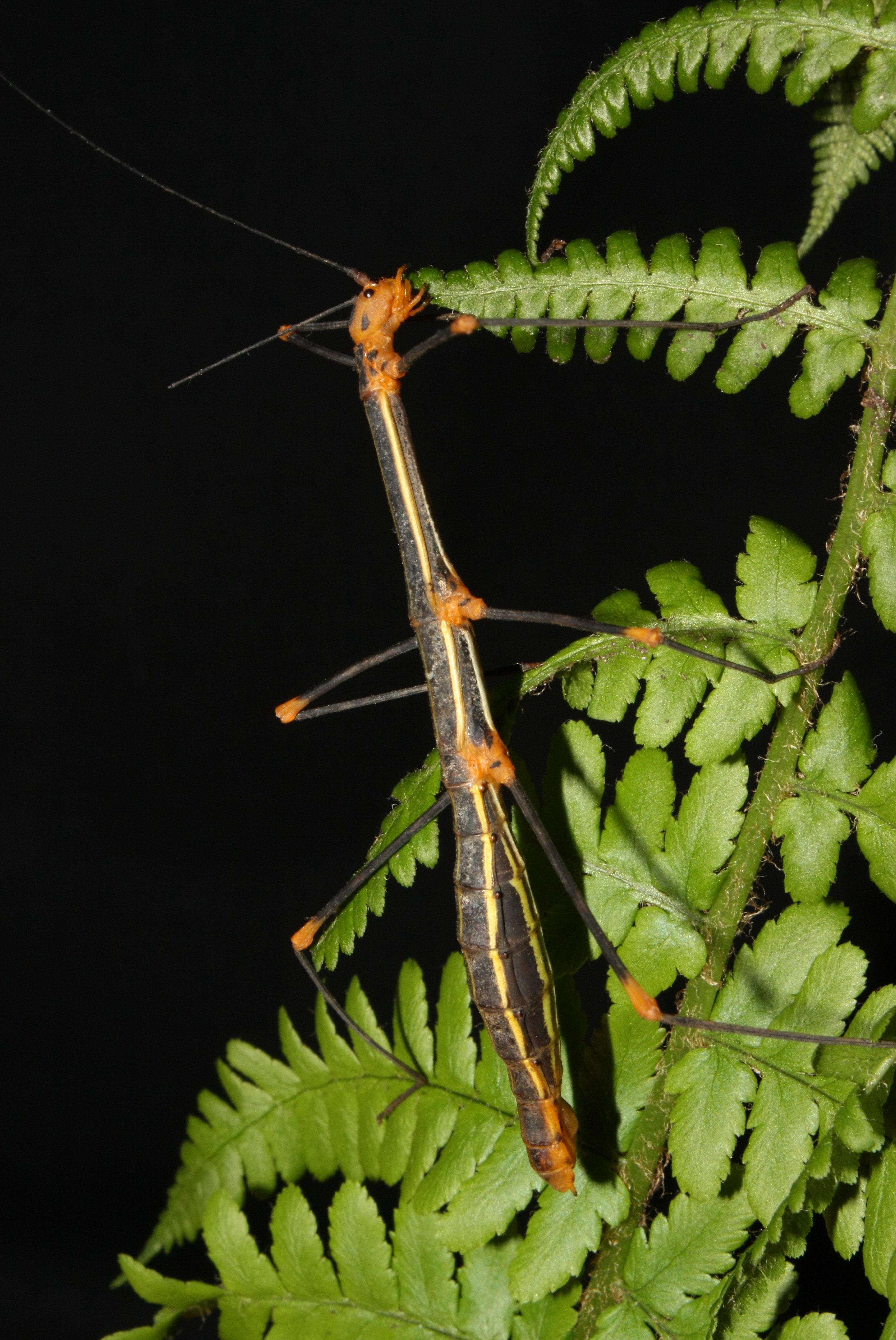
Oreophoetes peruana peruana, adultes Weibchen